# 매테오 귀디첼리
매테오 귀디첼리(Matteo Guidicelli, 1990년 3월 26일 ~ )은 필리핀의 배우, 가수이다.